# ビクトル・オビンナ
ヴィクター・ヌソフォー・オビンナ（Victor Nsofor Obinna, 1987年3月25日 - ）は、ナイジェリア・ジョス出身の同国代表サッカー選手。ポジションはフォワード。

## 経歴

### キエーヴォ
ナイジェリアのユースチームでキャリアをスタートし、2005年にセリエAのACキエーヴォ・ヴェローナに3年契約で移籍しトップチームデビュー。セリエAデビュー戦となった2005年9月11日のパルマFC戦で、セリエA初得点となる決勝ゴールを挙げた。2006年1月にはインテルナツィオナーレ・ミラノとの共同保有となった。このシーズン、オビンナは6得点を挙げキエーヴォの躍進（リーグ7位、後にカルチョ・スキャンダルで4位に浮上）に貢献した。2006-07シーズンの結果キエーヴォはセリエBに降格するが、自身はクラブに残留。自己最多の32試合に出場し8得点を挙げ、キエーヴォのセリエB優勝及び1シーズンでの昇格に貢献した。

### インテル
2008年8月、インテルへ完全移籍。10月19日のASローマ戦で移籍後初得点を挙げるが出場機会は少なく、9試合の出場に終わった。2009-10シーズンはリーガ・エスパニョーラのマラガCFへレンタル移籍し、10月4日のシェレスCD戦でリーガ初得点を記録した。2010-11シーズンはプレミアリーグのウェストハム・ユナイテッドFCへレンタル移籍をした。

### ロコモティフ・モスクワ
インテルとの契約が終了しフリーエージェントになっていた2011年6月、ロシア・プレミアリーグに所属するFCロコモティフ・モスクワと4年契約を締結した。2014年1月から半年間は、かつて所属したACキエーヴォ・ヴェローナにレンタル移籍した。

### ドイツ時代
ロコモティフ・モスクワ退団後の2015年9月9日、2. ブンデスリーガで15位に沈むMSVデュースブルクと1年間の延長オプション付きでシーズン終了まで契約した
2016年8月5日、ブンデスリーガに昇格したSVダルムシュタット98のトライアルに合格し契約を交わした。

### ケープ・タウン・シティ
2017年9月13日よりABSAプレミアシップのケープ・タウン・シティFCに加入したが、翌年2月3日に契約を解除した

### 代表
アフリカネイションズカップ2006でナイジェリア代表に始めて招集されると、グループリーグのガーナ戦で初出場。準々決勝のチュニジア戦では代表初得点となる同点ゴールを挙げ、ナイジェリアはこの試合で最終的にPK戦で勝利した。2008年には北京オリンピック代表に選出され、3試合に出場。銀メダルを獲得した。南アフリカW杯予選では3得点を挙げ、ナイジェリアの杯出場に貢献。アフリカネイションズカップ2008では代表落ちしたものの、アフリカネイションズカップ2010では代表に返り咲き、全6試合に出場。準々決勝のザンビア戦ではPK戦で3人目のキッカーとしてPKを成功し、3位決定戦のアルジェリア戦では決勝点を挙げ、ナイジェリアの3位入賞に貢献した。

## エピソード
彼の苗字『オビンナ(Obinna)』はナイジェリアのイグボ語で、「神の心」という意味を持っている。

## 代表歴

### 出場大会
- ナイジェリア代表
  - 2010 FIFAワールドカップ

### 試合数
- 国際Aマッチ 49試合 12得点（2006年-2014年）[7]

| ナイジェリア代表 | 国際Aマッチ | 国際Aマッチ |
| 年               | 出場        | 得点        |
| ---------------- | ----------- | ----------- |
| 2006             | 5           | 1           |
| 2007             | 1           | 0           |
| 2008             | 8           | 1           |
| 2009             | 9           | 3           |
| 2010             | 14          | 3           |
| 2011             | 8           | 3           |
| 2012             | 0           | 0           |
| 2013             | 3           | 1           |
| 2014             | 1           | 0           |
| 通算             | 49          | 12          |

## タイトル

### クラブ
エニンバ
- ナイジェリア・プレミアリーグ : 2005
- ナイジェリア・カップ（英語版）: 2005

キエーヴォ
- セリエB : 2007-08

インテル
- セリエA : 2008-09

### 代表
ナイジェリア U-23
- 北京オリンピック 銀メダル